# All I Have to Give
All I Have to Give è un singolo del gruppo musicale statunitense Backstreet Boys, pubblicato il 13 gennaio 1998 come terzo estratto dal secondo album in studio Backstreet's Back.
Il singolo debuttò alla numero 2 nella Official Singles Chart e raggiunse la numero 5 della Billboard Hot 100. Il video musicale venne eletto "Video dell'anno" al Teen Choice Awards 1999.

## Video musicale
Il video fu diretto da Nigel Dick a Los Angeles alla fine del 1998. Esso non ha un plot ma si focalizza sulla performance dei 5 cantanti in diversi luoghi e costumi.

## Tracce

### Versione statunitense
CD1
1. All I Have to Give (Album Version) – 4:36
2. All I Have to Give (Part II - The Conversation Mix) – 4:15
3. Millennium - Snippets

CD2
1. All I Have to Give (Album Version) – 4:36
2. All I Have to Give (Part II - The Conversation Mix) – 4:15
3. All I Have to Give (Davidson Ospina Radio Mix) – 4:22
4. All I Have to Give (Soul Solution Radio Mix) – 3:40
5. Quit Playing Games (With My Heart) (Live Version) – 6:08
6. Millennium - Snippets

### Versione britannica
CD1
1. All I Have to Give (Radio Version) – 4:06
2. Quit Playing Games (With My Heart) (Live Version) – 6:12
3. All I Have to Give (Part II - The Conversation Mix) – 4:15
4. As Long as You Love Me (Peppermint Jam Remix) – 3:42

CD2
1. All I Have to Give (Radio Version) – 4:06
2. We've Got It Goin' On (CL's Anthem Radio Mix) – 4:12
3. Get Down (Markus Plastik Vocal) – 6:33
4. Quit Playing Games (E-Smoove Extended Vocal Version Mix) – 6:48

### Versione giapponese
1. All I Have to Give (Radio Version) – 4:06
2. I'll Never Break Your Heart (Radio Edit) – 4:25
3. I'll Never Break Your Heart (Instrumental) – 4:25
4. Everybody (Backstreet's Back) (7" Version) – 3:44
5. Everybody (Backstreet's Back) (Instrumental) – 3:44
6. As Long as You Love Me (Radio Version) – 3:30
7. As Long as You Love Me (Pepperment Jam Remix) – 3:42

## Classifiche

### Classifiche settimanali
| Classifica (1998)         | Posizione massima |
| ------------------------- | ----------------- |
| Australia                 | 4                 |
| Austria                   | 4                 |
| Belgio (Fiandre)          | 14                |
| Belgio (Vallonia)         | 17                |
| Canada                    | 3                 |
| Finlandia                 | 10                |
| Germania                  | 8                 |
| Irlanda                   | 6                 |
| Italia                    | 6                 |
| Nuova Zelanda             | 3                 |
| Norvegia                  | 14                |
| Paesi Bassi               | 7                 |
| Regno Unito               | 2                 |
| Regno Unito (independent) | 1                 |
| Spagna                    | 1                 |
| Stati Uniti               | 5                 |
| Stati Uniti (pop)         | 5                 |
| Svezia                    | 6                 |
| Svizzera                  | 8                 |

### Classifiche di fine anno
| Classifica (1998) | Posizione |
| ----------------- | --------- |
| Australia         | 32        |
| Belgio (Vallonia) | 81        |
| Europa            | 51        |
| Germania          | 70        |
| Italia            | 74        |
| Nuova Zelanda     | 25        |
| Paesi Bassi       | 66        |
| Regno Unito       | 96        |
| Classifica (1999) | Posizione |
| Stati Uniti       | 25        |